# Тохоку-синкансэн

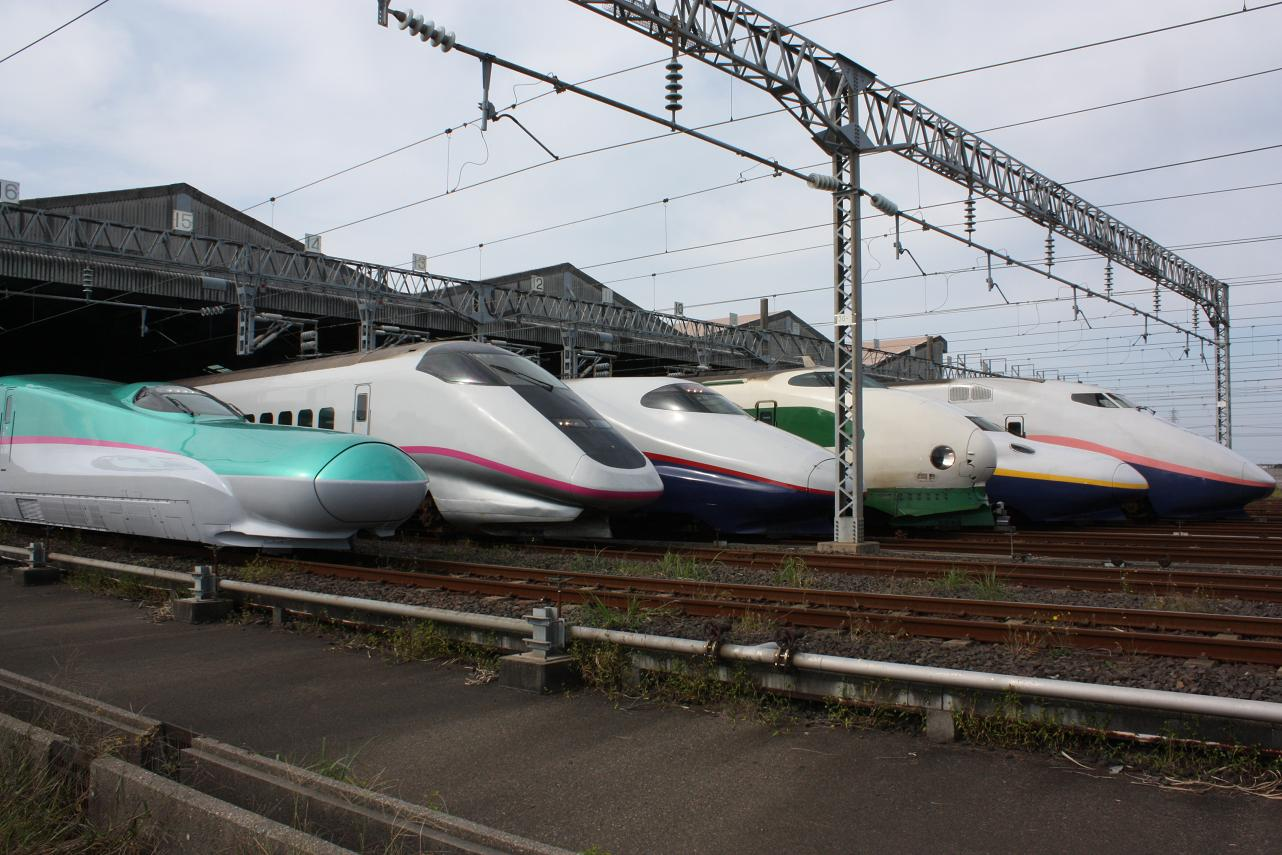
Тохоку-синкансэн 200, E1~E5

Тохоку-синкансэн (яп. 東北新幹線 То:хоку синкансэн) — линия синкансэна, соединяющая станции Токио и Син-Аомори в префектуре Аомори. Линия принадлежит компании JR East. Самая длинная линия синкансена в Японии. На всех 23 станциях синкансэна уставлены автоматические платформенные ворота.
Максимальные скорости:
- Токио — Омия: 110 км/ч
- Омия — Уцуномия: 275 км/ч
- Уцуномия — Мориока: 320 км/ч
- Мориока — Син-Аомори: 260 км/ч

## История
Тохоку-синкансэн — один из первых трёх разработанных в рамках действия японского Закона о всеяпонском внедрении системы синкансэнов (остальные два — Дзёэцу и Нарита). В 1971 году приняты генеральный план и план подготовительных работ, в 1982 году открыто движение по участку от Омии до Мориоки, к 1991 году открылось движение Токио — Мориока. В 2002 году введён в действие участок от Мориоки до Хатинохэ, являющийся частью участка Мориока — Син-Аомори, план подготовительных работ которого был утверждён в 1973 году вышеупомянутым законом. В 2010 году введен в действие участок от Хатинохэ до Син-Аомори. В 2011 году по маршруту Токио—Син-Аомори запущены поезда Хаябуса.

## Маршруты
- Хаятэ — в основном сообщение Токио — Син-Аомори. До Мориоки следует в стыковке с поездом маршрута «Комати», который затем едет по Акита-синкансэну. В объединённом составе 16 вагонов.
- Ямабико — в основном сообщение Токио — Мориока. Поезда сообщения Токио — Сэндай до Фукусимы ранее следовали в стыковке с поездом маршрута «Цубаса», который затем ехал по Ямагата-синкансэну.
- Насуно — появился с введением «пригородных синкансэнов» малых дистанций. В основном обслуживает участок от Токио до Насусиобары и Кориямы.
- Хаябуса — в основном сообщение Токио — Син-Аомори. До Мориоки иногда следует в стыковке с поездом маршрута «Супер Комати», который затем едет по Акита-синкансэну. В объединённом составе 17 вагонов. Может развивать 320 км/ч.
- Цубаса — следует до Фукусимы в стыковке с Макс-Ямабико, далее едут по Ямагата-Синкансену.
- Комати — ранее следовал до Мориоки в стыковке с Хаяте, затем до Акиты отдельно. Отменён в связи в вводом Супер Комати.
- Супер Комати — следует до Мориоки в стыковке с Хаябуса, затем до Акиты отдельно. Может развивать 320 км/ч.

## Станции
| Станция         | Японское название | Расстояние от Токио (км) | Пересадка | Местоположение      | Местоположение      |
| --------------- | ----------------- | ------------------------ | --- | ------------------- | ------------------- |
| Токио           | 東京              | 0.0                      | Токайдо-синкансэн, Линия Маруноути, Линия Яманотэ, Линия Кэйхин-Тохоку, Линия Тюо, Линия Токайдо, Линия Йокосука, Линия Собу, Линия Кэйё        | Тиёда               | Токио               |
| Уэно            | 上野              | 3.6                      | Линия Гиндза, Линия Хибия, Линия Кэйсэй, Линия Дзёбан, Линия Яманотэ, Линия Кэйхин-Тохоку, Линия Тохоку, Линия Такасаки                         | Тайто               | Токио               |
| Омия            | 大宮              | 31.3                     | Дзёэцу-синкансэн, Линия Тобу Нода, New Shuttle, Нагано-синкансэн, Линия Кэйхин-Тохоку, Линия Сайкё, Линия Кавагоэ, Линия Тохоку, Линия Такасаки | Район Омия, Сайтама | Префектура Сайтама  |
| Ояма            | 小山              | 80.6                     | Линия Тохоку, Линия Рёмо, Линия Мито | Ояма                | Префектура Тотиги   |
| Уцуномия        | 宇都宮            | 109.0                    | Линия Тохоку, Линия Никко | Уцуномия            | Префектура Тотиги   |
| Насусиобара     | 那須塩原          | 152.4                    | Линия Тохоку | Насусиобара         | Префектура Тотиги   |
| Син-Сиракава    | 新白河            | 178.4                    | Линия Тохоку | Нисиго              | Префектура Фукусима |
| Корияма         | 郡山              | 213.9                    | Линия Тохоку, Линия East Ban’etsu, Линия West Ban’etsu, Линия Суйгун                                                                            | Корияма             | Префектура Фукусима |
| Фукусима        | 福島              | 255.1                    | Ямагата-синкансэн, Линия Тохоку, Линия Оу, Линия Фукусима Коцу Лидзака, Линия Абукума                                                           | Фукусима            | Префектура Фукусима |
| Сироиси-Дзао    | 白石蔵王          | 286.2                    | | Сироиси             | Префектура Мияги    |
| Сэндай          | 仙台              | 325.4                    | Линия Тохоку, Линия Сендзан, Линия Сэнсэки, Линия Дзёбан, Линия Намбоку, Линия Тодзай                                                           | Сэндай              | Префектура Мияги    |
| Фурукава        | 古川              | 363.8                    | Линия Рикку-То | Осаки               | Префектура Мияги    |
| Курикома-Когэн  | くりこま高原      | 385.7                    | | Курихара            | Префектура Мияги    |
| Итиносэки       | 一ノ関            | 406.3                    | Линия Тохоку, Линия Офунато | Итиносэки           | Префектура Иватэ    |
| Мидзусава-Эсаси | 水沢江刺          | 431.3                    | | Осю                 | Префектура Иватэ    |
| Китаками        | 北上              | 448.6                    | Линия Тохоку, Линия Китаками | Китаками            | Префектура Иватэ    |
| Син-Ханамаки    | 新花巻            | 463.1                    | Линия Камайси | Ханамаки            | Префектура Иватэ    |
| Мориока         | 盛岡              | 496.5                    | Акита-синкансэн, Линия Тохоку, Линия Тадзавако, Линия Ямада, Линия Иватэ Гинга (IGR), Линия Ханава (JR, через IGR)                              | Мориока             | Префектура Иватэ    |
| Иватэ-Нумакунай | いわて沼宮内      | 527.6                    | Линия Иватэ Гинга | Иватэ               | Префектура Иватэ    |
| Нинохэ          | 二戸              | 562.2                    | Линия Иватэ Гинга | Нинохэ              | Префектура Иватэ    |
| Хатинохэ        | 八戸              | 593.1                    | Линия Аоимори, Линия Хатинохэ | Хатинохэ            | Префектура Аомори   |
| Ситинохэ-Товада | 七戸十和田        | 628.2                    | | Ситинохэ            | Префектура Аомори   |
| Син-Аомори      | 新青森            | 674.9                    | Линия Оу, Хоккайдо-синкансэн | Аомори              | Префектура Аомори   |

## Подвижной состав
По состоянию на март 2013 года, на Тохоку-синкансэне используются следующие типы поездов
- серия E2: маршруты Хаятэ / Ямабико / Насуно
- серия E3: маршруты Комати / Цубаса / Ямабико / Насуно
- серия E5: маршруты Хаябуса / Хаятэ / Ямабико
- серия E6: маршрут Супер Комати

### Выведены из эксплуатации
- серия 200 : маршруты Ямабико / Насуно (1982 — ноябрь 2011)[4]
- серия 400: маршруты Цубаса / Насуно (июль 1992 — апрель 2010)
- серия E1: маршрут Ямабико (июль 1994- декабрь 1999)
- серия E4: маршруты Ямабико / Насуно(декабрь 1997 — сентябрь 2012)

### Служебные поезда
Класс E926 East i